# Waldorf (Bornheim)
Waldorf ist ein Ortsteil der Stadt Bornheim in Nordrhein-Westfalen, gelegen im Vorgebirge zwischen Kardorf und Dersdorf. Zu Waldorf gehört auch der Ortsteil Üllekoven an der Grenze zum Ortsteil Bisdorf (Stadtteil Brenig).

## Geschichte
Landespolitisch gehörte Waldorf bis Ende des 18. Jahrhunderts zum Amte Brühl im Kurfürstentum Köln und war Namensgeber des Dingstuhls Waldorf, der die Ortschaften Hemmerich (mit Altenberg), Kardorf, Uellekoven und Waldorf umfasste.
Von 1974 bis 1978 befand sich in Waldorf (Straufsberg 46) die Residenz des Botschafters der Republik El Salvador in der Bundesrepublik Deutschland (→ Liste der diplomatischen Vertretungen in Bonn).

## Verkehr
Über die Stadtbahnlinie 18 (Vorgebirgsbahn) ist Waldorf an Bonn und Köln angebunden.
| Linie | Verlauf / Anmerkungen | Takt (Mo–Fr) |
| ----- | --- | --- |
| 18    | Thielenbruch – Dellbrück – Holweide – Buchheim – U Bf Mülheim – U Mülheim Wiener Platz – Zoo/Flora – U Reichenspergerplatz – U Ebertplatz – U Breslauer Platz/Hbf – U Dom/Hbf – U Appellhofplatz (Breite Straße) – U Neumarkt – Barbarossaplatz – Eifelwall – Klettenberg – Efferen – Hürth-Hermülheim – Fischenich – Brühl-Vochem – Brühl Mitte – Badorf – Schwadorf – Walberberg – Merten – Waldorf – Dersdorf – Bornheim – Roisdorf West – Alfter – Dransdorf – Bonn West – Bonn Hbf | 10 min (Thielenbruch–Buchheim) 5 min (Buchheim–Klettenberg) 10 min (Klettenberg–Schwadorf) 20 min (Schwadorf–Bonn) |

Nächste Bahnhöfe sind Sechtem, Brühl und Roisdorf an der linken Rheinstrecke zwischen Köln und Bonn.
Die Buslinien 745 und 818 der Regionalverkehr Köln GmbH (RVK) verbinden Waldorf mit Merten, Sechtem, Bornheim und Hersel. Zusätzlich verkehrt die AST-Linie 790 als Linienbedarfsverkehr im Stadtbereich Bornheim.
| Linie | Verlauf |
| ----- | --- |
| 745   | Bornheimer Berghüpfer: Waldorf – Merten – Walberberg – Jugendakademie                                                                    |
| 790   | AST-Verkehr: Anrufsammeltaxi Bornheim |
| 818   | Sonn- und feiertags als MiKE: Sechtem Bf – Merten – Rösberg – Hemmerich – Kardorf – Waldorf – Dersdorf – Bornheim – Roisdorf Bf – Hersel |

## Öffentliche Einrichtungen und Kirchen

### Kirchengemeinden
- Die Katholische Pfarrgemeinde St. Michael (Waldorf) bildet seit 2004 mit St. Albertus Magnus (Dersdorf), St. Joseph (Kardorf), St. Aegidius (Hemmerich), St. Markus (Rösberg), St. Martin (Merten), St. Gervasius und Protasius (Sechtem) und St. Walburga (Walberberg) den „Pfarrverband Bornheim-Vorgebirge“ im Dekanat Bornheim (Erzbistum Köln).
- Waldorf gehört mit Dersdorf, Hemmerich, Kardorf, Rösberg und Merten zum 2. Pfarrbezirk der Evangelischen Kirchengemeinde Bornheim mit der Markuskirche in Hemmerich.

### Schulen

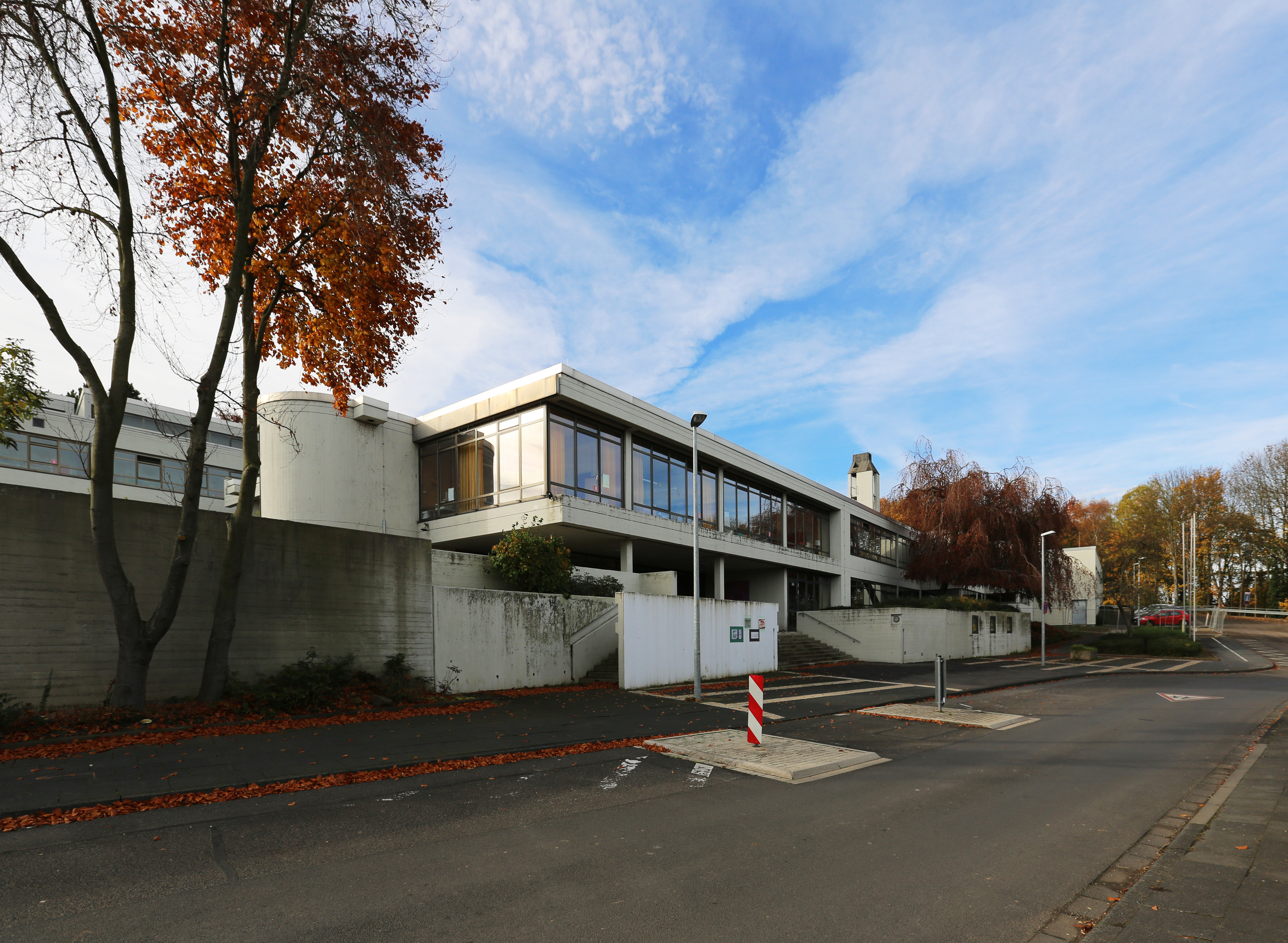
GGS Nikolausschule

- Gemeinschaftsgrundschule „Nikolausschule“

### Kindergärten
- Katholischer Kindergarten „St. Michael“
- Städtischer Kindergarten „Flora“

## Veranstaltungen
- Am Samstag nach Weiberfastnacht zieht ein großer Karnevalszug mit selbst gebauten Wagen und vielen Fußgruppen aus der Region durch den Vorgebirgsort.
- Die Sankt Matthias Bruderschaft Waldorf (1807 gegründet) organisiert die jährliche Fuß-Wallfahrt zum Grab des Apostels Matthias in Trier. Die seit 1672 nachgewiesene Wallfahrt findet von Christi Himmelfahrt bis zum darauf folgenden Sonntag statt.
- Der Junggesellenverein „Eintracht“ veranstaltet jährlich ein Junggesellenfest.

## Sehenswürdigkeiten

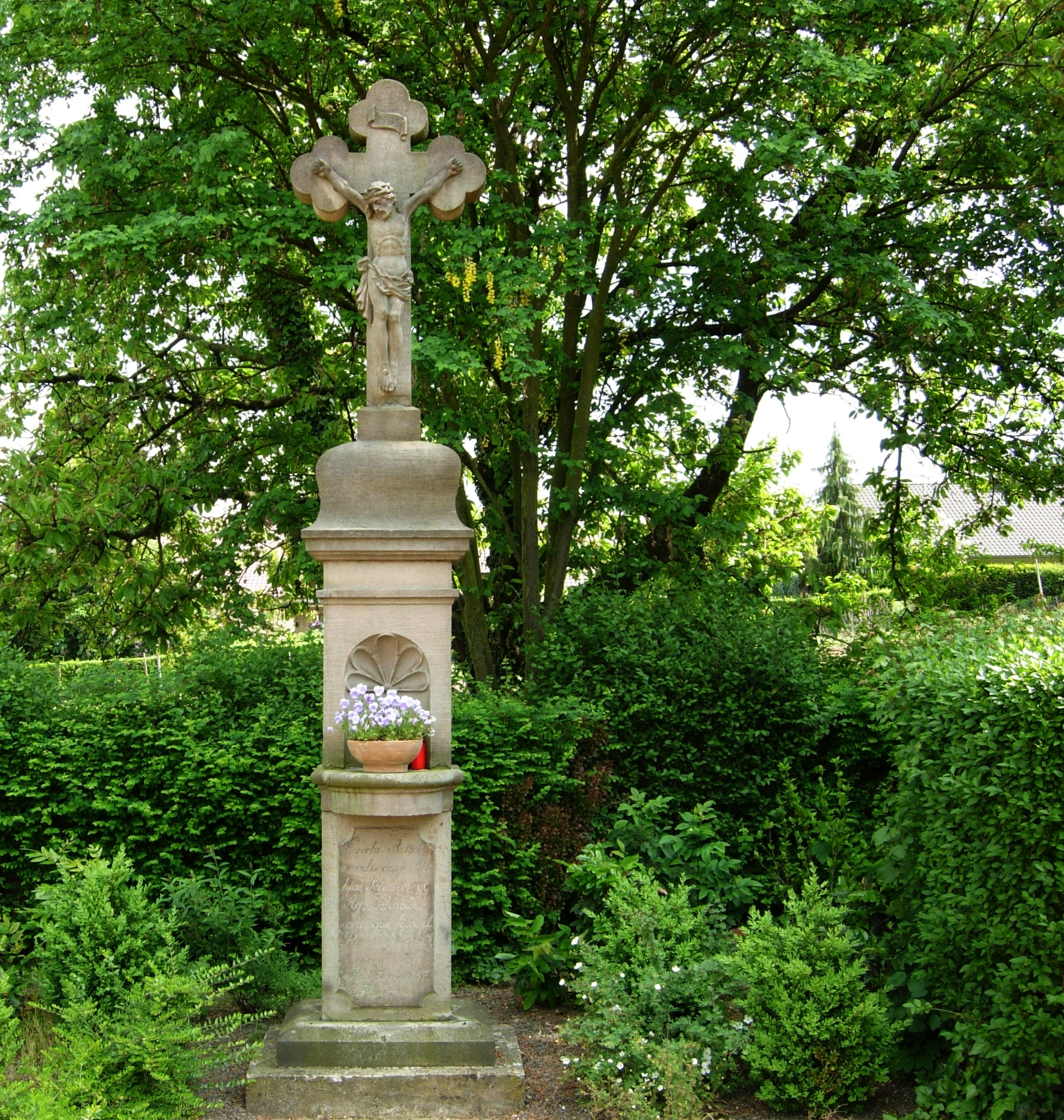
Votivkreuz in Waldorf

- Die katholische Pfarrkirche St. Michael mit Barockgemälden und gotischem Vesperbild wurde 1880 nach Plänen des Architekten und Kölner Dombaumeisters Vincenz Statz errichtet.
- In den 1950er Jahren war das Gebiet unterhalb der heutigen Grundschule eine Mülldeponie, die dann Ende der 1960er Jahre in ein kleines Naturschutzgebiet mit seltenen Pflanzen, Sträuchern und Bäumen umgewandelt und zum „Schulwald“ erklärt wurde.

## In Waldorf geboren
- Hugo am Zehnhoff (1855–1930), Jurist und Politiker